# Zeven Provinciën (1783)
Il De Zeven Provinciën era un vascello di seconda classe da 74 cannoni in servizio nella marina olandese tra il 1783 e il 1794.

## Storia
Realizzato per contro dell'Ammiragliato del Quartiere del Nord, il vascello da 74 cannoni De Zeven Provinciën fu impostato presso il cantiere navale di Amsterdam nel 1781, varato nel 1783 ed entrò in servizio nel 1784. Il vascello era lungo 50,958 m, largo 13,671 e aveva un pescaggio di 6,22 m. L'armamento era composto da 28 cannoni da 36 libbre sul ponte inferiore, 28 cannoni da 24 libbre su quello superiore, 10 cannoni da 12 libbre sul cassero e 8 cannoni da 12 libbre sul castello di prua. Nel 1788 risultava in servizio come nave da 70 cannoni presso l'Ammiragliato del Quartiere del Nord.
La nave prestò servizio come caserma galleggiante ad Amsterdam nel 1793, e un anno dopo fu venduta come rottame a Hoorn.

### Fonti
1. 1 2 3 4 5 6  Tree Decks.
2. ↑  Nieuwe Nederlandsche Jaerboeken 1788, p. 74.